# Digigrafia
La digigrafia è una tecnica di stampa artistica, nata con l'introduzione dei sistemi informatici nell'ambito delle arti visive, e che va ad aggiungersi a quelle più antiche e tradizionali, quali la xilografia, l'incisione, la litografia, la serigrafia, eccetera.
Con questa tecnica, l'artista realizza un'immagine al computer, con l'ausilio di un software di grafica e, quindi, crea un file che diventa, in pratica, la matrice della digigrafia. Successivamente, l'immagine viene stampata su carta o su altro supporto, mediante stampa digitale a getto di inchiostro.
Questa tecnica offre il vantaggio di consentire agli artisti il controllo totale della produzione delle loro stampe d'arte, dal momento che non è difficile, per un singolo artista, possedere e gestire una propria stampante.